# Sonorella rooseveltiana
Sonorella rooseveltiana är en snäckart som beskrevs av S. S. Berry 1917. Sonorella rooseveltiana ingår i släktet Sonorella och familjen Helminthoglyptidae. Inga underarter finns listade i Catalogue of Life.